# Großer Lochstein

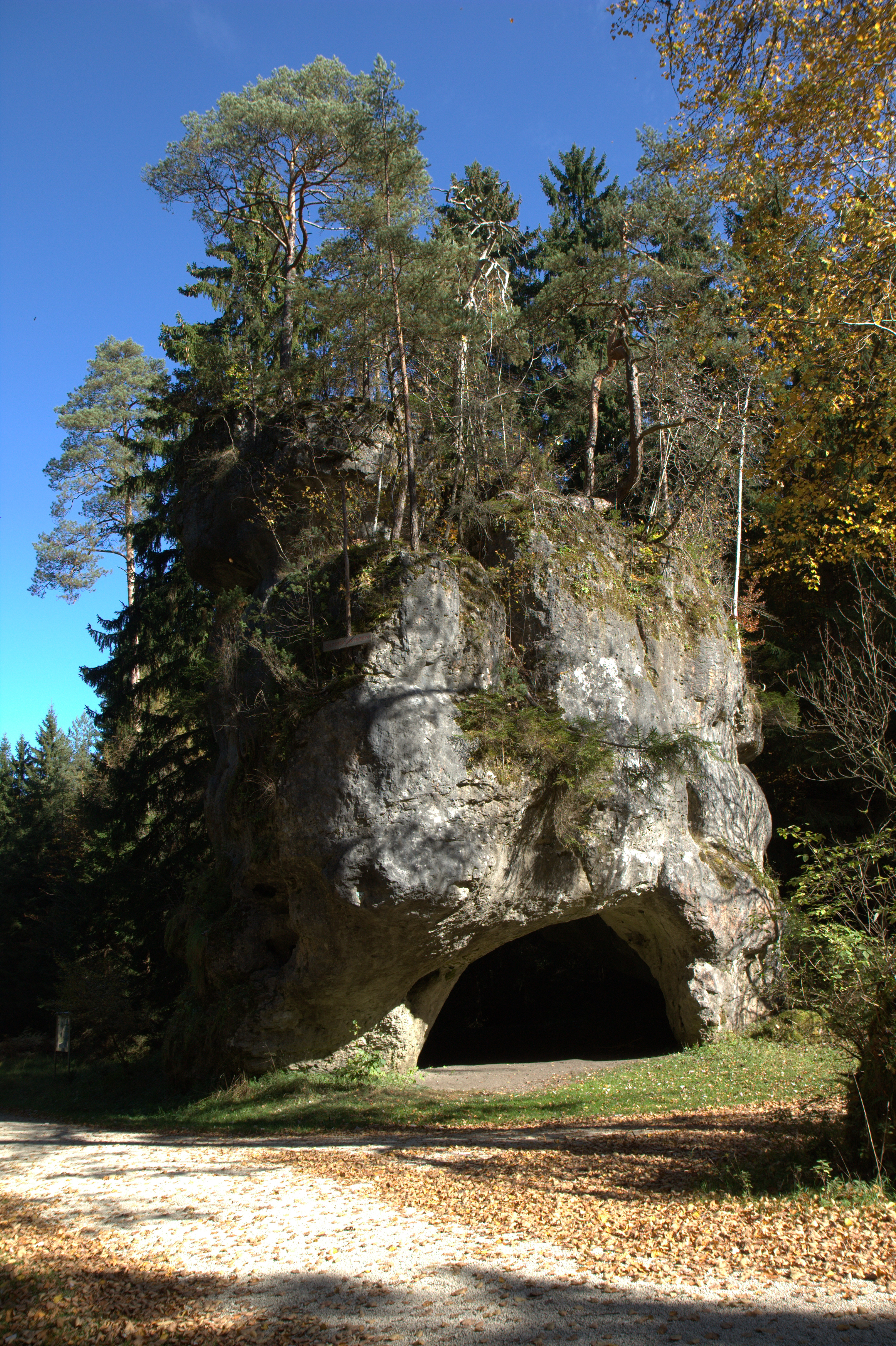
Der Große Lochstein im Veldensteiner Forst

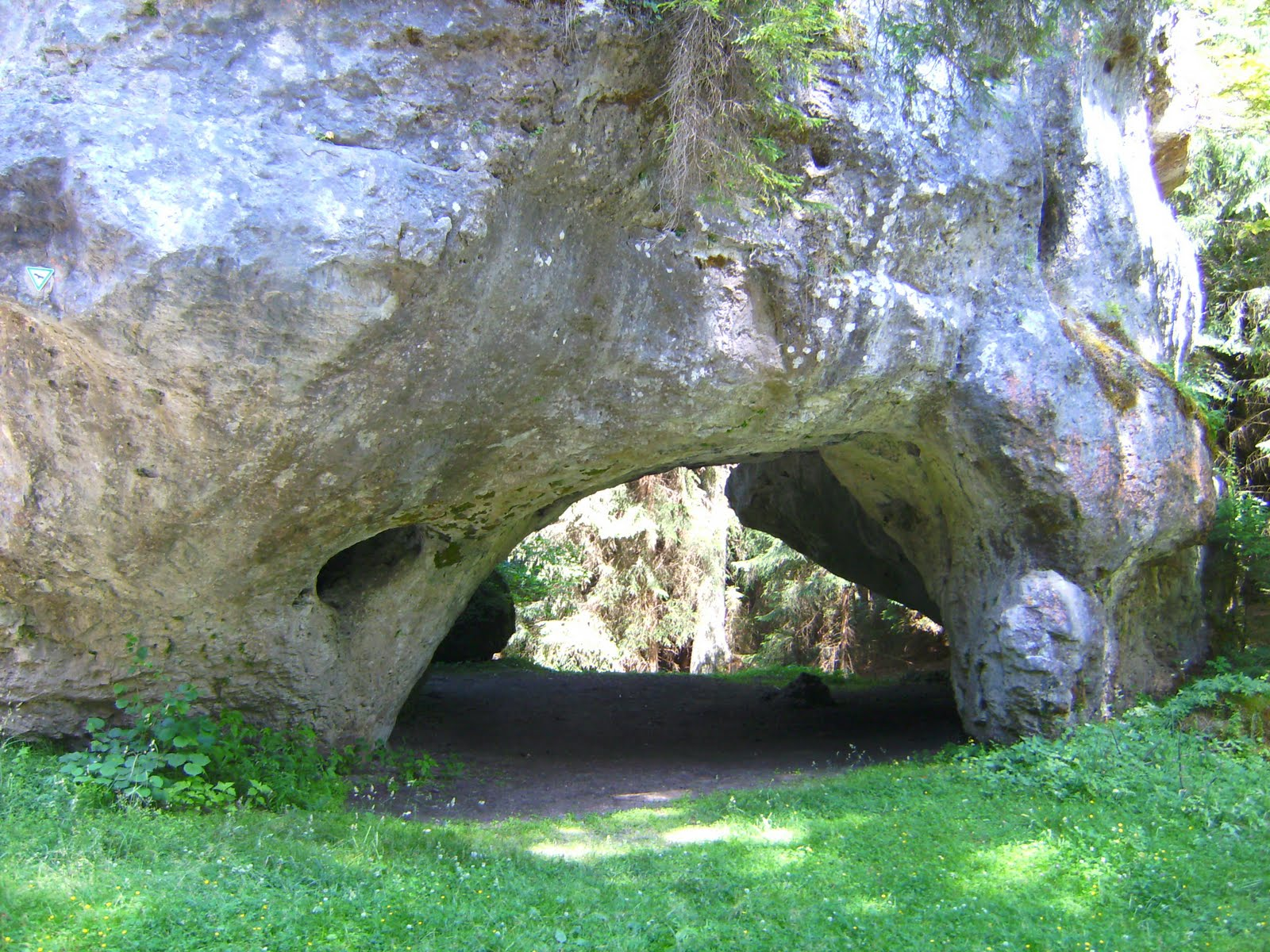
Blick durch die Höhle

Der Große Lochstein ist ein imposanter Felsturm aus Frankendolomit im Veldensteiner Forst. Der Fels mit seiner Durchgangshöhle ist ein Naturdenkmal und wurde in die Liste der schönsten Geotope in Bayern aufgenommen.

## Anfahrt
Der Große Lochstein ist erreichbar über die Ausfahrt Pegnitz der Bundesautobahn 9 und weiter auf der Bundesstraße 470 in Richtung Auerbach in der Oberpfalz. Etwa in Höhe von Horlach befindet sich der Waldparkplatz Alte Veste mit Zugang zum Rundwanderweg Habicht. Bereits nach 700 Metern erreicht man den Großen Lochstein.

## Geologie
Der Große Lochstein repräsentiert die Karstlandschaft der Unterkreide. Sandablagerungen, die inzwischen wieder abgetragen sind, haben dieses Relikt konserviert. Er ist vom Bayerischen Landesamt für Umwelt als bedeutendes Geotop (Geotop-Nummer: 472R086) und als Naturdenkmal ausgewiesen. Der Name deutet auf das Pendant des Kleinen Lochsteins hin.